# Хімкинський тролейбус
Хíмкинський тролéйбус — міська тролейбусна система, яка була відкрита у 1996 році у місті Хімки Московської області РФ. Експлуатуюче підприємство — МУП «Хімкиелектротранс».

## Історія
МП «Хімкиелектротранс» — перше тролейбусне підприємство, яке створене в Московській області. Підприємство утворено Постановою Глави Адміністрації Московської області та зареєстровано 27 грудня 1996 року, як Дочірнє державне унітарне підприємство ДП «Мособлелектротранс» «Хімкинське тролейбусне підприємство».
20 вересня 1996 року — відкрита в тестовому режимі перша тролейбусна лінія в Хімках.
24 квітня 1997 року — відкрито регулярний рух тролейбусів по маршруту № 1 «Вулиця Дружби — Площа Перемоги», що з'єднав «нові» і «старі» Хімки.
У 1999 році постановою губернатора Московської області від 29 жовтня 1999 року підприємство передано в муніципальну власність і перетворено в Муніципальне унітарне тролейбусне підприємство місті Хімки «Хімкиелектротранс».
22 вересня 2001 року — початок регулярного руху тролейбусів по маршруту № 202 «Вулиця Дружби —  Станція метро «Планерна», що з'єднав місто Хімки і Москву, тим самим вирішивши проблему поліпшення транспортного зв'язку між містами та підвищивши якість обслуговування пасажирів.
У 2006 році, у зв'язку з перейменуванням Хімкінского району Московської області в міський округ Хімки Московської області, підприємство перейменовано в муніципальне тролейбусне підприємство міського округу Хімки Московської області «Хімкиелектротранс».
7 вересня 2006 року — відкрито рух по зміненому тролейбусному маршруту № 1, який продовжений від площі Перемоги до стадіону «Родіна».
2 вересня 2009 року, відповідно до плану розвитку транспортної системи міського округу Хімки, відкрито рух на тролейбусному маршруті № 203 Стадіон «Родіна» (Хімки) —  Станція метро «Планерна» (Москва).
14 грудня 2013 року у МП «Хімкиелектротранс» надійшли два нових тролейбуси Тролза-5265.00 «Мегаполіс», а з 28 грудня 2013 року — введено їх в експлуатацію на маршрут № 1. Завдяки низькій підлозі вони зручні для посадки і висадки маломобільних груп населення.
6 серпня 2015 року на лінію вийшли два нових низькопідлогових тролейбуси ВМЗ-5298.01 «Авангард». Тролейбуси відповідають всім сучасним вимогам, що пред'являються до транспорту в Московській області. Вони зручні для посадки і висадки маломобільних груп населення, обладнані системами кондиціонування, відеоспостереження і автономного ходу.
26 березня 2018 року у Хімках вперше в Підмосков'ї почав тестову експлуатацію новий екологічний вид транспорту — електробус з динамічною системою підзарядки за маршрутом № 1 «Вулиця Дружби — Стадіон «Родіна». Машина оснащена літій-титанатними акумуляторами. Всього в салон вміщається до 78 пасажирів, сидячих місць при цьому — 25.
У листопаді 2018 року до міста надійшли 2 тролейбуса з автономним ходом Тролза-5265.08 «Мегаполіс» (№ 0033, 0034). 

## Маршрути

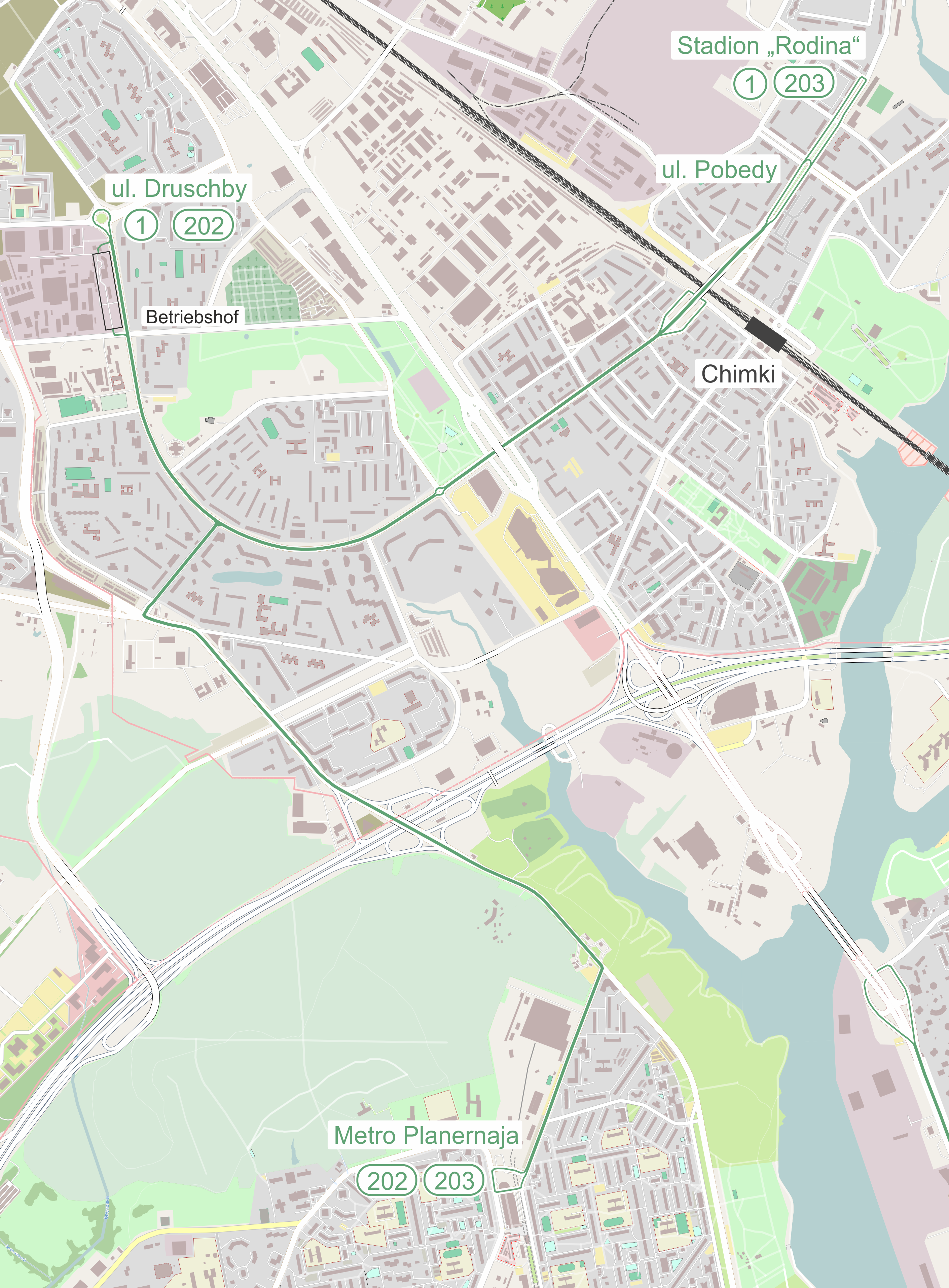
Схема тролейбусних маршрутів

У місті Хімки працюють три тролейбусних маршрути.
| Перелік тролейбусних маршрутів в місті Хімки | Перелік тролейбусних маршрутів в місті Хімки | Перелік тролейбусних маршрутів в місті Хімки | Перелік тролейбусних маршрутів в місті Хімки | Перелік тролейбусних маршрутів в місті Хімки                                    |
| №                                            | Кінцевий пункт, А                            | Кінцевий пункт, Б                            | Дата відкриття                               | Примітки                                                                        |
| -------------------------------------------- | -------------------------------------------- | -------------------------------------------- | -------------------------------------------- | ------------------------------------------------------------------------------- |
| 1                                            | Вулиця Дружби                                | Стадіон «Родіна»                             | 24.04.1997                                   | З 07.09.2006 року — продовжений маршрут від площі Перемоги до стадіону «Родіна» |
| Тролейбусні маршрути Хімки — Москва          |                                              |                                              |                                              |                                                                                 |
| 202                                          | Вулиця Дружби                                | Станція метро «Планерна»                     | 22.09.2001                                   |                                                                                 |
| 203                                          | Стадіон «Родіна»                             | Станція метро «Планерна»                     | 02.09.2009                                   |                                                                                 |

## Вартість проїзду
Відповідно до Постанови Уряду Московської області від 17 жовтня 2017 року № 852/38 «Про затвердження Регульованих тарифів на перевезення пасажирів і багажу автомобільним транспортом та міським наземним електричним транспортом по муніципальним, міжмуніципальний маршрутами регулярних перевезень, по суміжних міжрегіональним маршрутами регулярних перевезень, в якщо початкові пункти зупинки розташовані в межах Московської області» з 1 січня 2018 року тариф на перевезення пасажирів за одну поїздку за разовим друкованим квитком, що реалізується в салоні рухомого складу, встановлений у розмірі:
- на тролейбусному маршруті № 1 — 48 руб.;
- на тролейбусних маршрутах № 202, № 203 до зупинки «Бутаковська затока» — 48 руб., далі — 50 руб.[5]

## Перспективи
Існує проект будівництва лінії в район Куркіно, але його реалізація є під великим питанням.

## Рухомий склад
Станом на 1 листопада 2018 року на балансі підприємства перебувають 32 тролейбуса. 
| Модель                     | Виробник | Кількість | Бортові номери       |                 |       |    |                 |
| -------------------------- | -------- | --------- | -------------------- | --------------- | ----- | -- | --------------- |
| Модель                     | Виробник | Кількість | Бортові номери       | ЗіУ-682Г-016.05 | Росія | 12 | 0001—0011, 0014 |
| ЗіУ-682Г-016 [Г0М]         | Росія    | 10        | 0015—0018, 0020—0025 |                 |       |    |                 |
| ЗіУ-682Г-016 (018)         | Росія    | 3         | 0026—0028            |                 |       |    |                 |
| Тролза-5265.00 «Мегаполіс» | Росія    | 2         | 0029, 0030           |                 |       |    |                 |
| Тролза-5265.08 «Мегаполіс» | Росія    | 2         | 0033, 0034           |                 |       |    |                 |
| ВМЗ-5298.01 «Авангард»     | Росія    | 2         | 0031, 0032           |                 |       |    |                 |
| ЗіУ-682 КР Іваново         | Росія    | 1         | 0012                 |                 |       |    |                 |
|                            | Всього:  | 32        |                      |                 |       |    |                 |

## Галерея
|                          |                             |                             |                             |
| ЗіУ-682Г-016.05 (№ 0002) | ЗіУ-682Г-016 [Г0М] (№ 0019) | ЗіУ-682Г-016 [Г0М] (№ 0022) | ЗіУ-682Г-016 (018) (№ 0028) |